# Anger Management Tour

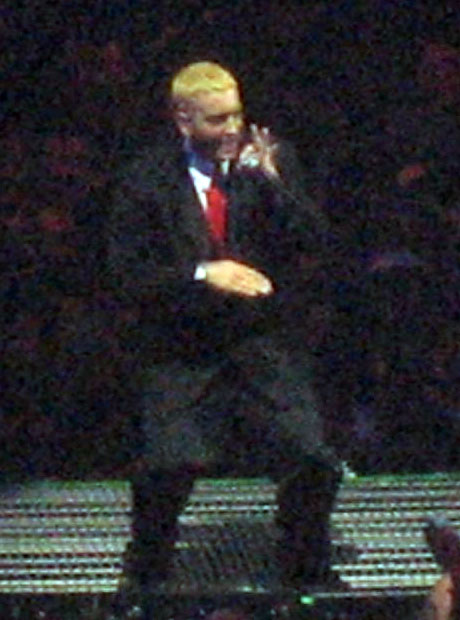
foto de Anger Management

El Anger Management Tour fue fundado en el año 2000 con artistas como Limp Bizkit, Papa Roach, y luego Eminem.

## Artistas
- Eminem
- D12
- Dr. Dre
- Snoop Dogg
- Obie Trice
- Xzibit
- 50 Cent
- Ice Cube
- Papa Roach
- Stat Quo
- G-Unit
- Mobb Deep
- Three Days Grace
- Dina Rae
- M.O.P.
- Limp Bizkit
- Korn
- Marilyn Manson
- DMX
- Godsmack
- Sinistar
- Jay-Z
- Rob Zombie
- Ludacris
- Linkin Park
- Missy Elliott
- Rammstein
- Pitbull
- The X-Ecutioners
- Bionic Jive
- Cypress Hill
- Lil Jon & The East Side Boyz
- Hush
- Mase
- Akon
- Flipsyde

## Fechas de los shows
Primera edición
| Fecha                   | Ciudad           | País           | Lugar                                   |
| ----------------------- | ---------------- | -------------- | --------------------------------------- |
| Norteamérica            |                  |                |                                         |
| 19 de octubre de 2000   | East Rutherford  | Estados Unidos | Continental Airlines Arena              |
| 20 de octubre de 2000   | East Rutherford  | Estados Unidos | Continental Airlines Arena              |
| 21 de octubre de 2000   | Buffalo          | Estados Unidos | HSBC Arena                              |
| 23 de octubre de 2000   | Worcester        | Estados Unidos | Worcester's Centrum Centre              |
| 26 de octubre de 2000   | Toronto          | Canadá         | SkyDome                                 |
| 27 de octubre de 2000   | Montreal         | Canadá         | Molson Centre                           |
| 29 de octubre de 2000   | Auburn Hills     | United States  | The Palace of Auburn Hills              |
| 30 de octubre de 2000   | Rosemont         | United States  | Allstate Arena                          |
| 1 de noviembre de 2000  | Milwaukee        | United States  | Bradley Center                          |
| 2 de noviembre de 2000  | Champaign        | United States  | Assembly Hall                           |
| 3 de noviembre de 2000  | Indianápolis     | United States  | Conseco Fieldhouse                      |
| 5 de noviembre de 2000  | Moline           | United States  | The MARK of the Quad Cities             |
| 6 de noviembre de 2000  | Maryland Heights | United States  | Riverport Amphitheatre                  |
| 8 de noviembre de 2000  | Minneapolis      | United States  | Target Center                           |
| 10 de noviembre de 2000 | Denver           | United States  | Pepsi Center                            |
| 13 de noviembre de 2000 | Tacoma           | United States  | Tacoma Dome                             |
| 14 de noviembre de 2000 | Portland         | United States  | Rose Garden                             |
| 17 de noviembre de 2000 | Daly City        | United States  | Cow Palace                              |
| 18 de noviembre de 2000 | Sacramento       | United States  | ARCO Arena                              |
| 21 de noviembre de 2000 | Anaheim          | United States  | Arrowhead Pond of Anaheim               |
| 24 de noviembre de 2000 | Inglewood        | United States  | Great Western Forum                     |
| 26 de noviembre de 2000 | San Diego        | United States  | San Diego Sports Arena                  |
| 28 de noviembre de 2000 | San Antonio      | United States  | Alamodome                               |
| 29 de noviembre de 2000 | Houston          | United States  | Compaq Center                           |
| 30 de noviembre de 2000 | Dallas           | United States  | Reunion Arena                           |
| 2 de diciembre de 2000  | New Orleans      | United States  | New Orleans Arena                       |
| 3 de diciembre de 2000  | Birmingham       | United States  | BJCC Arena                              |
| 6 de diciembre de 2000  | Lexington        | United States  | Rupp Arena                              |
| 7 de diciembre de 2000  | Detroit          | United States  | Joe Louis Arena                         |
| 8 de diciembre de 2000  | Columbus         | United States  | Value City Arena                        |
| 9 de diciembre de 2000  | Hartford         | United States  | Hartford Civic Center                   |
| 10 de diciembre de 2000 | Washington D. C. | United States  | MCI Center                              |
| 11 de diciembre de 2000 | Albany           | United States  | Pepsi Arena                             |
| 13 de diciembre de 2000 | Greensboro       | United States  | Greensboro Coliseum                     |
| 14 de diciembre de 2000 | Greenville       | United States  | BI-LO Center                            |
| 15 de diciembre de 2000 | Charlotte        | United States  | Charlotte Coliseum                      |
| 17 de diciembre de 2000 | Tampa            | United States  | The Ice Palace                          |
| 18 de diciembre de 2000 | Sunrise          | United States  | National Car Rental Center              |
| 19 de diciembre de 2000 | Jacksonville     | United States  | Jacksonville Veterans Memorial Coliseum |
| Europa                  |                  |                |                                         |
| 2 de febrero de 2001    | Hamburg          | Germany        | Alsterdorfer Sporthalle                 |
| 3 de febrero de 2001    | Oslo             | Norway         | Oslo Spektrum                           |
| 4 de febrero de 2001    | Stockholm        | Sweden         | Stockholm Globe Arena                   |
| 5 de febrero de 2001    | Róterdam         | Netherlands    | Ahoy Rotterdam                          |
| 6 de febrero de 2001    | Brussels         | Belgium        | Forest National                         |
| 7 de febrero de 2001    | París            | France         | Palais Omnisports de Paris-Bercy        |
| 8 de febrero de 2001    | Mánchester       | England        | Manchester Evening News Arena           |
| 9 de febrero de 2001    | London           | England        | London Arena                            |
| 10 de febrero de 2001   | London           | England        | London Arena                            |

Segunda edición
| Fecha                   | Ciudad            | País          | Lugar                                  |                                                   |
| ----------------------- | ----------------- | ------------- | -------------------------------------- | ------------------------------------------------- |
| Norteamérica            |                   |               |                                        |                                                   |
| 18 de julio de 2002     | Buffalo           | United States | HSBC Arena                             |                                                   |
| 19 de julio de 2002     | Hartford          | United States | ctnow.com Meadows Music Theatre        |                                                   |
| 20 de julio de 2002     | Scranton          | United States | Ford Pavilion at Montage Mountain      |                                                   |
| 21 de julio de 2002     | Bristow           | United States | Nissan Pavilion at Stone Ridge         |                                                   |
| 22 de julio de 2002     | East Rutherford   | United States | Continental Airlines Arena             |                                                   |
| 25 de julio de 2002     | Camden            | United States | Tweeter Center at the Waterfront       |                                                   |
| 26 de julio de 2002     | Wantagh           | United States | Tommy Hilfiger at Jones Beach Theater  |                                                   |
| 27 de julio de 2002     | Mansfield         | United States | Tweeter Center for the Performing Arts |                                                   |
| 30 de julio de 2002     | Cleveland         | United States | CSU Convocation Center                 |                                                   |
| 31 de julio de 2002     | Noblesville       | United States | Verizon Wireless Music Center          |                                                   |
| 1 de agosto de 2002     | Rosemont          | United States | Allstate Arena                         |                                                   |
| 2 de agosto de 2002     | Saint Paul        | United States | Xcel Energy Center                     |                                                   |
| 5 de agosto de 2002     | Nampa             | United States | Idaho Center Arena                     |                                                   |
| 6 de agosto de 2002     | Tacoma            | United States | Tacoma Dome                            |                                                   |
| 7 de agosto de 2002     | Portland          | United States | Rose Garden                            |                                                   |
| 10 de agosto de 2002    | Wheatland         | United States | AutoWest Amphitheatre                  |                                                   |
| 11 de agosto de 2002    | Mountain View     | United States | Shoreline Amphitheatre                 |                                                   |
| 12 de agosto de 2002    | Fresno            | United States | Selland Arena                          |                                                   |
| 15 de agosto de 2002    | Chula Vista       | United States | Coors Amphitheatre                     |                                                   |
| 16 de agosto de 2002    | San Bernardino    | United States | Glen Helen Pavilion                    |                                                   |
| 17 de agosto de 2002    | Las Vegas         | United States | Thomas & Mack Center                   |                                                   |
| 20 de agosto de 2002    | Phoenix           | United States | America West Arena                     |                                                   |
| 21 de agosto de 2002    | Albuquerque       | United States | Tingley Coliseum                       |                                                   |
| 22 de agosto de 2002    | Greenwood Village | United States | Fiddler's Green Amphitheatre           |                                                   |
| 24 de agosto de 2002    | Maryland Heights  | United States | UMB Bank Pavilion                      |                                                   |
| 25 de agosto de 2002    | Bonner Springs    | United States | Verizon Wireless Amphitheater          |                                                   |
| 31 de agosto de 2002    | Tampa             | United States | Ice Palace                             |                                                   |
| 1 de septiembre de 2002 | Sunrise           | United States | National Car Rental Center             |                                                   |
| 4 de septiembre de 2002 | Atlanta           | United States | HiFi Buys Amphitheatre                 |                                                   |
| 8 de septiembre de 2002 | Auburn Hills      | United States | The Palace of Auburn Hillsides         |                                                   |
| Europa                  |                   |               |                                        |                                                   |
| 15 de noviembre de 2002 | Barcelona         | España        | Sala Razzmatazz                        | actuaron Eminem, 50 cent, Obie Trice y muchos más |
| Asia                    |                   |               |                                        |                                                   |
| 23 de mayo de 2003      | Chiba             | Japón         | Makuhari Event Hall                    |                                                   |
| 24 de mayo de 2003      | Chiba             | Japón         | Makuhari Event Hall                    |                                                   |
| Europa                  |                   |               |                                        |                                                   |
| 13 de junio de 2003     | Essen             | Germany       | Georg-Melches-Stadion                  |                                                   |
| 15 de junio de 2003     | Hamburg           | Germany       | AOL Arena                              |                                                   |
| 17 de junio de 2003     | Ámsterdam         | Netherlands   | Amsterdam Arena                        |                                                   |
| 18 de junio de 2003     | Ámsterdam         | Netherlands   | Amsterdam Arena                        |                                                   |
| 19 de junio de 2003     | París             | Francia       | Palais Omnisports de Paris-Bercy       |                                                   |
| 21 de junio de 2003     | Milton Keynes     | England       | National Bowl                          |                                                   |
| 22 de junio de 2003     | Milton Keynes     | England       | National Bowl                          |                                                   |
| 23 de junio de 2003     | Milton Keynes     | England       | National Bowl                          |                                                   |
| 24 de junio de 2003     | Glasgow           | Scotland      | Hampden Park                           |                                                   |
| 26 de junio de 2003     | County Kildare    | Ireland       | Punchestown Racecourse                 |                                                   |
| 27 de junio de 2003     | County Kildare    | Ireland       | Punchestown Racecourse                 |                                                   |

Tercera edición
| Fecha                | Ciudad          | País          | Lugar                            |
| -------------------- | --------------- | ------------- | -------------------------------- |
| Norteamérica         |                 |               |                                  |
| 7 de julio de 2005   | Noblesville     | United States | Verizon Wireless Music Center    |
| 8 de julio de 2005   | Columbus        | United States | Germain Amphitheater             |
| 11 de julio de 2005  | Tinley Park     | United States | Tweeter Center Chicago           |
| 12 de julio de 2005  | Tinley Park     | United States | Tweeter Center Chicago           |
| 14 de julio de 2005  | Denver          | United States | Pepsi Center                     |
| 17 de julio de 2005  | Auburn          | United States | White River Amphitheatre         |
| 19 de julio de 2005  | San Jose        | United States | HP Pavilion at San Jose          |
| 20 de julio de 2005  | San Jose        | United States | HP Pavilion at San Jose          |
| 22 de julio de 2005  | Chula Vista     | United States | Coors Amphitheatre               |
| 23 de julio de 2005  | San Bernardino  | United States | Hyundai Pavilion                 |
| 24 de julio de 2005  | Las Vegas       | United States | Thomas & Mack Center             |
| 26 de julio de 2005  | Phoenix         | United States | Cricket Wireless Pavilion        |
| 28 de julio de 2005  | Dallas          | United States | Smirnoff Music Centre            |
| 29 de julio de 2005  | Selma           | United States | Verizon Wireless Amphitheater    |
| 31 de julio de 2005  | Atlanta         | United States | HiFi Buys Amphitheatre           |
| 1 de agosto de 2005  | Tampa           | United States | St. Pete Times Forum             |
| 2 de agosto de 2005  | West Palm Beach | United States | Sound Advice Amphitheatre        |
| 5 de agosto de 2005  | Bristow         | United States | Nissan Pavilion at Stone Ridge   |
| 6 de agosto de 2005  | Camden          | United States | Tweeter Center at the Waterfront |
| 8 de agosto de 2005  | New York City   | United States | Madison Square Garden            |
| 9 de agosto de 2005  | New York City   | United States | Madison Square Garden            |
| 10 de agosto de 2005 | Mansfield       | United States | Tweeter Center                   |
| 12 de agosto de 2005 | Detroit         | United States | Comerica Park                    |
| 13 de agosto de 2005 | Detroit         | United States | Comerica Park                    |

Shows cancelados
| 15 de noviembre de 2000  | Vancouver, Canadá      | General Motors Place        | Cancelled |
| 1 de septiembre de 2005  | Hamburg, Germany       | Trabrennbahn Bahrenfeld     | Cancelled |
| 2 de septiembre de 2005  | Copenhague, Denmark    | Parken Stadium              | Cancelled |
| 3 de septiembre de 2005  | Gothenburg, Sweden     | Ullevi                      | Cancelled |
| 5 de septiembre de 2005  | Gelsenkirchen, Germany | Veltins-Arena               | Cancelled |
| 6 de septiembre de 2005  | Ámsterdam, Netherlands | Amsterdam Arena             | Cancelled |
| 7 de septiembre de 2005  | Paris, France          | Stade de France             | Cancelled |
| 9 de septiembre de 2005  | Milton Keynes, England | National Bowl               | Cancelled |
| 10 de septiembre de 2005 | Milton Keynes, England | National Bowl               | Cancelled |
| 12 de septiembre de 2005 | Edinburgh, Scotland    | Murrayfield Stadium         | Cancelled |
| 14 de septiembre de 2005 | Manchester, England    | Old Trafford Cricket Ground | Cancelled |
| 15 de septiembre de 2005 | Manchester, England    | Old Trafford Cricket Ground | Cancelled |
| 17 de septiembre de 2005 | Slane, Ireland         | Slane Castle                | Cancelled |

## DVD
El DVD del tour fue lanzado en 2002 de los conciertos en Europa.
All Access Europe fue lanzado el 18 de junio de 2002.
Lista de temas
1. "Hamburg"
2. "Oslo"
3. "Stockholm"
4. "Amsterdam"
5. "Brussels"
6. "Paris"
7. "Manchester"
8. "London"

Eminem Presents the Anger Management Tour fue lanzado el 4 de julio de 2005.
Lista de temas
1. "Square Dance"
2. "Business"
3. "White America"
4. "Kill You"
5. "When the Music Stops" (featuring D12)
6. "Pimp Like Me" (featuring D12)
7. "Fight Music" (featuring D12)
8. "Purple Pills" (featuring D12)
9. "Stan"
10. "The Way I Am"
11. "Soldier"
12. "Cleanin' Out My Closet"
13. "Forgot About Dre"
14. "Drips" (featuring Obie Trice)
15. "Superman" (featuring Dina Rae)
16. "Drug Ballad" (featuring Dina Rae)
17. "Just Don't Give a Fuck"
18. "Sing for the Moment"
19. "Without Me"
20. "My Dad's Gone Crazy"

Eminem Live From New York fue lanzado el 13 de noviembre de 2007.
Lista de temas
1. "Backstage Pt. 1"
2. "Evil Deeds"
3. "Mosh"
4. "Business"
5. "Rain Man"
6. "Ass Like That"
7. "Puke"
8. "Kill You"
9. "Like Toy Soldiers"
10. "Git' Up"
11. "How Come"
12. "Rockstar"
13. "40 Oz"
14. "My Band"
15. "Backstage Pt. 2"
16. "Stan"
17. "The Way I Am"
18. "Just Don't Give a Fuck"
19. "Got Some Teeth"
20. "Stay 'Bout It"
21. "The Set-Up"
22. "Like Dat"
23. "Cleanin' Out My Closet"
24. "Mockingbird"
25. "Just Lose It"
26. "Backstage Pt. 3"
27. "Lose Yourself"